# Bombay Bicycle Club
Bombay Bicycle Club je indie rocková britská skupina, založená v roce 2005 v Londýně pod názvem The Canals. Jejími členy jsou Jack Steadman (zpěv, kytara, klavír), Jamie MacColl (kytara), Ed Nash (baskytara) a Suren de Saram (bicí). Svou první nahrávku v podobě EP The Boy I Used to Be skupina vydala vlastním nákladem v únoru 2007; druhé How We Are následovalo v listopadu toho roku. Své první album nazvané I Had the Blues But I Shook Them Loose skupina vydala v roce 2009 a do roku 2014 vydala další tři. V roce 2020 vydala skupina své páté studiové album Everything Else Has Gone Wrong.

## Diskografie
Studiová alba
- I Had the Blues But I Shook Them Loose (2009)
- Flaws (2010)
- A Different Kind of Fix (2011)
- So Long, See You Tomorrow (2014)
- Everything Else Has Gone Wrong (2020)